# می‌شان (هئی‌لونگ‌جیانگ)
می‌شان (به چینی: 密山市) یا میلسان (به کره‌ای: 밀산시) یک شهر (در سطح شهرستان) در چین است که در تابعیت شهر جی‌شی (شهر در سطح ولایت)، استان هئی‌لونگ‌جیانگ واقع شده‌است. می‌شان ۷٬۷۳۱٫۱۴ کیلومتر مربع مساحت و ۳۳۹٬۱۰۳ نفر جمعیت دارد.
دریاچه خانکا مشترکا تحت حوزهٔ اداری این شهر و سرزمین پریمورسکی در روسیه قرار دارد. بین می‌شان و پریمورسکی، مرز زمینی کوتاهی نیز در غرب این دریاچه وجود دارد. در شهرک دانگ‌بی، مسیر جاده‌ای چین را به این منطقه از روسیه متصل می‌کند. این گذرگاه مرزی در فاصله‌ای ۴۰ کیلومتری از منطقهٔ شهری اصلی می‌شان، و فاصله حدود ۱۰۵ کیلومتری از منطقهٔ شهری اصلی «شهر در سطح ولایت» شهر جی‌شی قرار دارد.
آزداره ملی G1115 از منطقهٔ این «شهر در سطح شهرستان» به شکل غربی-شرقی عبور می‌کند. این آزاداره، شهر می‌شان را به منطقهٔ شهری اصلی «شهر در سطح ولایت» شهر جی‌شی (فاصله‌ای ۸۵ کیلومتری) و به شهر هولین (فاصله‌ای ۱۰۰ کیلومتری) در شرق وصل می‌کند. 

## تقسیمات اداری
شهر «در سطح شهرستان» فویوان به ۷ شهرک و ۵ قصبه تابعه تقسیم شده است. سه «ناحیهٔ اداری» هم‌سطح قصبه نیز تابع این شهر می‌باشند، مانند نواحی اداری مزارع و مراتع.

## خواهرخوانده
شهر جونو خواهرخواندهٔ می‌شان هست.

## تقسیمات اداری
شهر «در سطح شهرستان» می‌شان به ۱ ناحیه، ۸ شهرک، ۷ قصبه، و ۱ قصبه قومیتی (برای کره‌ای‌ها) تابعه تقسیم شده است. هفده «میدان» هم‌سطح قصبه نیز تابع این شهرستان می‌باشند، مانند نواحی اداری مزارع و مراتع.
- ناحیه ژونگ‌شین (مرکزی) (中心街道، Zhōngxīn jiēdào)

- شهرک بای‌یووان (白鱼湾镇، Báiyúwān zhèn)
- شهرک پئی‌ده (裴德镇، Péidé zhèn)
- شهرک دانگ‌بی (当壁镇، Dāngbì zhèn)
- شهرک ژی‌یی (知一镇، Zhīyī zhèn)
- شهرک شینگ‌کای (兴凯镇، Xìngkǎi zhèn)
- شهرک لیان‌ژوشان (连珠山镇، Liánzhūshān zhèn)
- شهرک می‌شان (密山镇، Mìshān zhèn)
- شهرک هئی‌تایی (黑台镇، Hēitái zhèn)

- قصبه اِررن‌بان (二人班乡، Èrrénbān xiāng)
- قصبه تای‌پینگ (太平乡، Tàipíng xiāng)
- قصبه چنگ‌زی‌هه (承紫河乡، Chéngzǐhé xiāng)
- قصبه شینگ‌کای‌هو (兴凯湖乡، Xìngkǎihú xiāng)
- قصبه فویوان (富源乡، Fùyuán xiāng)
- قصبه لیوماو (柳毛乡، Liǔmáo xiāng)
- قصبه یانگ‌مو (杨木乡، Yángmù xiāng)

- ‌ قصبه قومیتی کره‌ای هه‌پینگ/هواپیونگ (和平朝鲜族乡، Xīnghuǒ cháoxiǎnzú xiāng)(화평조선족향، Hwap'yŏng josŏnjok hyang)